# Kerkstraat 48 (Baarn)
De arbeiderswoning Kerkstraat 48 is een gemeentelijk monument aan de Kerkstraat in Baarn in de provincie Utrecht.
Het bepleisterde huis staat met de nok in de lengterichting langs de straat met de ingang in de linkergevel. Naast de beide ruiten aan de straatzijde hangen luiken. Er zijn maar zeer weinig arbeiderswoningen van één bouwlaag met een zadeldak in Baarn bewaard gebleven.